# Dumortiera hirsuta
Dumortiera hirsuta là một loài Rêu trong họ Marchantiaceae. Loài này được (Sw.) Nees mô tả khoa học đầu tiên năm 1833.